# Jeon Min-seo
Jeon Min-seo (20 de mayo de 2003) es una actriz surcoreana. Comenzó su carrera como actriz infantil, en dramas como Buen Trabajo, Buen Trabajo y El Primer Ministro y yo.

## Filmografía

### Serie de televisión
| Año  | Título                   | Rol                    | Red       | Ref         |
| ---- | ------------------------ | ---------------------- | --------- | ----------- |
| 2007 | Kimcheed Radish Cubes    | Baek Geum-hee          | MBC       |             |
| 2008 | General Hospital 2       | Gong-joo               | MBC       |             |
| 2009 | Good Job, Good Job       | Lee Byul               | MBC       |             |
| 2009 | Wife Returns             | Yoon Da-eun            | SBS       |             |
| 2010 | Bad Guy                  | Hong So-dam            | SBS       |             |
| 2010 | Smile, Mom               | Shin Dal-rae           | SBS       |             |
| 2010 | Life Is Beautiful        | Soo-na                 | SBS       |             |
| 2011 | My Princess              | Lee Seol               | MBC       |             |
| 2011 | Gyebaek                  | Eun-ko                 | MBC       |             |
| 2011 | Saving Mrs. Go Bong-shil | Han-na                 | TV Chosun |             |
| 2012 | Rooftop Prince           | Park Ha / Hong Bu-yong | SBS       |             |
| 2012 | Missing You              | Han Ah-reum            | MBC       |             |
| 2013 | All About My Romance     | Song Bo-ri             | SBS       |             |
| 2013 | The Prime Minister and I | Kwon Na-ra             | KBS2      | [ 3 ] [ 4 ] |
| 2014 | Two Mothers              | Lee So-ra              | KBS2      | [ 5 ]       |
| 2014 | Tears of Heaven          | Yoon Cha-young (joven) | MBN       | [ 6 ] [ 7 ] |
| 2016 | Dr. Romantic             |                        |           |             |
| 2018 | Gangnam beauty           | Kang Mi-rae (joven)    | JTBC      | [ 8 ]       |

### Cine
| Año  | Título                   | Rol              |
| ---- | ------------------------ | ---------------- |
| 2007 | Project Makeover         | Na Jung-ju       |
| 2008 | Scandal Makers           | Kim Mugung-hwa   |
| 2009 | Fortune Salon            | Tae-rang         |
| 2011 | War of the Arrows        | young Choi Ja-in |
| 2011 | Pitch High               | Yoon Yoo-ri      |
| 2013 | Rockin' on Heaven's Door | Ha-eun           |

## Premios
| Año  | Premio           | Categoría          | Nominación                 | Resultado |
| ---- | ---------------- | ------------------ | -------------------------- | --------- |
| 2009 | MBC Drama Awards | Mejor Actriz Joven | Buen Trabajo, Buen Trabajo | Ganadora  |